# Kanton Sainte-Anne-1
Der Kanton Sainte-Anne-1 ist ein ehemaliger französischer Wahlkreis im Übersee-Département Guadeloupe im Arrondissement Pointe-à-Pitre. Er umfasste einen Teil der Gemeinde Sainte-Anne.
Im Zuge der Reform 2014 wurde der Kanton aufgelöst.